# Vorderwälder
La Vorderwälder est une race bovine allemande.

## Origine
Elle appartient au rameau pie rouge des montagnes et est originaire de la Forêt-Noire. Déjà, il est mentionné l'existence de bétail pie rouge en 1540 dans la région, ancêtre des races hinterwälder et vordelwälder. Elle est reconnue depuis les années 1850, mais le registre généalogique date de 1896. Dans les années 1960, du sang de red holstein et d'ayrshire a été introduit pour augmenter le rendement laitier. 
L'effectif en 2004 est de 4 800 vaches et 225 taureaux inscrits. Elle est classée dans les races à effectif « en observation ».

## Morphologie
Elle a une robe rouge intense avec la tête généralement blanche, comme les pattes. Les muqueuses sont claires et les cornes en lyre torsadées vers le haut ou en roue basse. 
Elle est de taille moyenne: 135 à 140 cm pour 600 kg. (140 à 150 cm pour 1 000 kg chez le mâle).

## Aptitudes

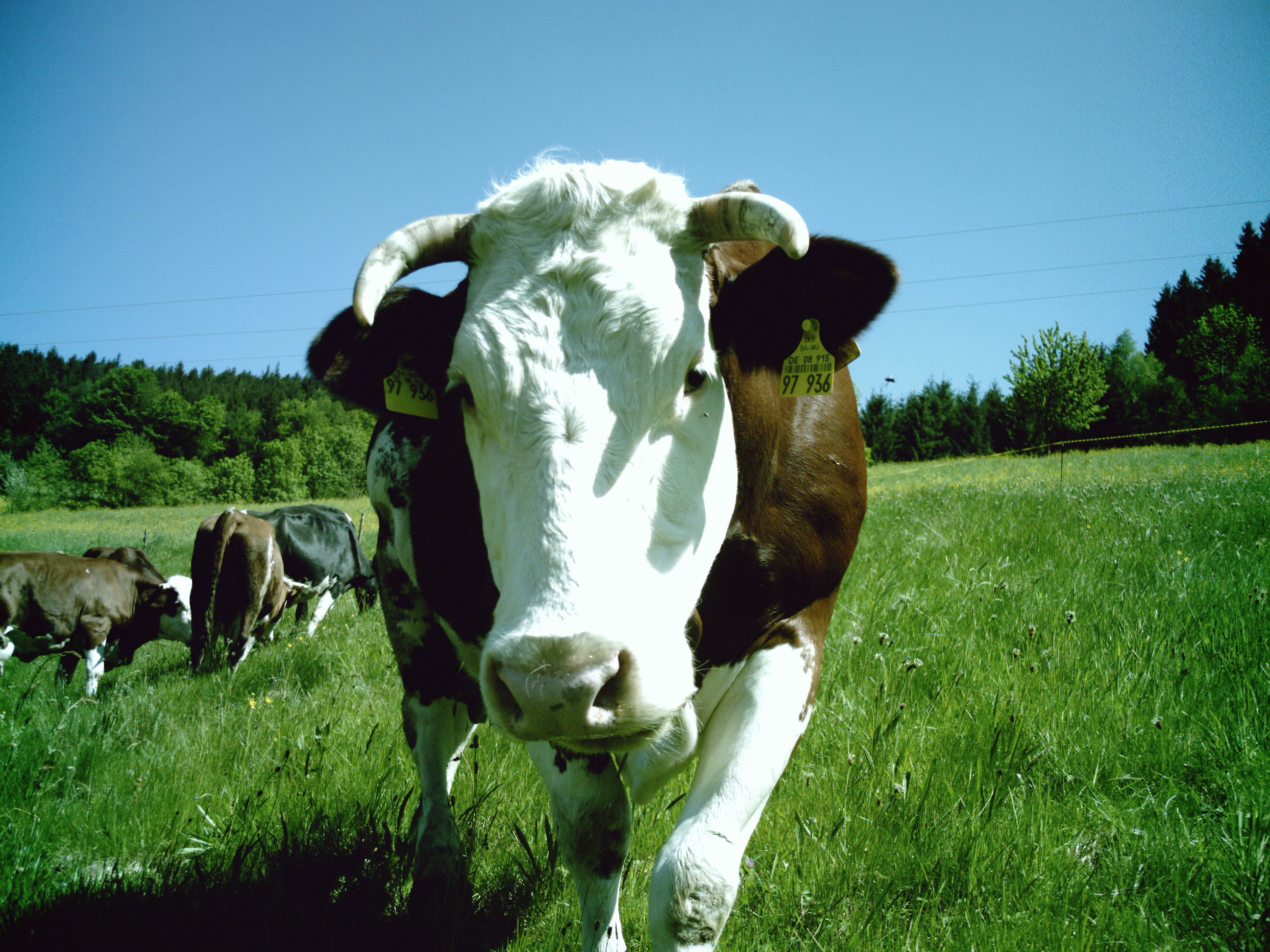
Vordelwälder en Allemagne.

Elle est classée mixte. Elle donne 6 000 kg de lait à 4 % de matière grasse et 3,65 % de protéines. Cette proportion est excellente pour la fabrication fromagère. 
Elle est rustique et bonne marcheuse grâce à ses onglons durs. Elle exploite bien son milieu naturel montagneux.